# Lista de telenovelas e séries da Televisa na década de 1990
|                                                                                                 |  |  |
| A cantora Thalía protagonizou a Trilogía de las Marías, a qual foi iniciada por María Mercedes. |  |  |

A seguir, uma lista de telenovelas e séries de televisão produzidas pela Televisa na década de 1990.

## Telenovelas e séries por ano
| #   | Ano  | Título                        | Autoria                                   | Produtor executivo                  | Ref.    |
| --- | ---- | ----------------------------- | ----------------------------------------- | ----------------------------------- | ------- |
| 494 | 1990 | Alcanzar una estrella         | Jesus Calzada                             | Luis de Llano Macedo                | [ 1 ]   |
| 495 | 1990 | Amor de nadie                 | Eric Vonn                                 | Carla Estrada                       | [ 2 ]   |
| 496 | 1990 | Ángeles blancos               | Jorge Patiño                              | Carlos Sotomayor                    | [ 3 ]   |
| 497 | 1990 | Cenizas y diamantes           | Paulino Sabugal                           | Eugenio Cobo                        | [ 4 ]   |
| 498 | 1990 | Cuando llega el amor          | René Muñoz                                | Carla Estrada                       | [ 5 ]   |
| 499 | 1990 | Destino                       | María Zarattini                           | Carlos Sotomayor                    | [ 6 ]   |
| 500 | 1990 | Días sin luna                 | Eric Vonn                                 | Juan Osorio Ortiz                   | [ 7 ]   |
| 501 | 1990 | En carne propia               | Carlos Olmos                              | Carlos Téllez                       | [ 8 ]   |
| 502 | 1990 | La fuerza del amor            | Rafael Olivera                            | Gonzalo Martínez Ortega             | [ 9 ]   |
| 503 | 1990 | Mi pequeña Soledad            | Marissa Garrido                           | Verónica Castro                     | [ 10 ]  |
| 504 | 1990 | Yo compro esa mujer           | Gloria Magadan                            | Ernesto Alonso                      | [ 11 ]  |
| 505 | 1991 | Alcanzar una estrella II      | Carlos Diez Carlos Enrique Aguilar        | Luis de Llano Macedo                | [ 12 ]  |
| 506 | 1991 | Al filo de la muerte          | Fernanda Villeli                          | Emilio Larrosa                      | [ 13 ]  |
| 507 | 1991 | Atrapada                      | Liliana Abud                              | Ernesto Alonso                      | [ 14 ]  |
| 508 | 1991 | Cadenas de amargura           | Chautémoc Blanco Maria Carmen de la Peña  | Carlos Sotomayor                    | [ 15 ]  |
| 509 | 1991 | La pícara soñadora            | Abel Santacruz                            | Valentín Pimstein                   | [ 16 ]  |
| 510 | 1991 | Madres egoístas               | Mimí Bechelani                            | Juan Osorio Ortiz                   | [ 17 ]  |
| 511 | 1991 | Milagro y magia               | Florinda Meza                             | Roberto Gómez Bolaños Florinda Meza | [ 18 ]  |
| 512 | 1991 | Muchachitas                   | Emilio Larrosa                            | Emilio Larossa                      | [ 19 ]  |
| 513 | 1991 | Valeria y Maximiliano         | Nora Alemán                               | Carlos Sotomayor                    | [ 20 ]  |
| 514 | 1991 | Vida robada                   | Marissa Garrido                           | Carlos Sotomayor                    |         |
| 515 | 1991 | Yo no creo en los hombres     | Caridad Bravo Adams                       | Lucy Orozco                         | [ 21 ]  |
| 516 | 1992 | Ángeles sin paraíso           | Lorena Salazar Eduardo Quiroga            | Pedro Damián                        | [ 22 ]  |
| 517 | 1992 | Baila conmigo                 | Gabriela Ortigoza                         | Luis de Llano Macedo                | [ 23 ]  |
| 518 | 1992 | Carrusel de las Américas      | Abel Santacruz                            | Pedro Damián                        | [ 24 ]  |
| 519 | 1992 | De frente al sol              | René Muñoz                                | Carla Estrada                       | [ 25 ]  |
| 520 | 1992 | El abuelo y yo                | Lorena Salazar Eduardo Quiroga            | Pedro Damián                        | [ 26 ]  |
| 521 | 1992 | La sonrisa del diablo         | Luisa Xamar Marcia Yance Fernanda Villeli | Ernesto Alonso                      | [ 27 ]  |
| 522 | 1992 | Las secretas intenciones      | Alberto Rudich                            | Lucy Orozco                         | [ 28 ]  |
| 523 | 1992 | Mágica juventud               | Emilio Larrosa                            | Emilio Larossa                      | [ 29 ]  |
| 524 | 1992 | María Mercedes                | Inés Rodena                               | Valentín Pimstein                   | [ 30 ]  |
| 525 | 1992 | Tenías que ser tú             | Jorge Patiño Gerardo Sánchez Luna         | Carlos Téllez                       | [ 31 ]  |
| 526 | 1992 | Triángulo                     | Arturo Ripstein                           | Ernesto Alonso                      | [ 32 ]  |
| 527 | 1993 | Apasionada                    | Arturo Moya Grau                          | Martín Mariani                      | [ 33 ]  |
| 528 | 1993 | Buscando el paraíso           | Benjamín Cann                             | Luis de Llano Macedo                | [ 34 ]  |
| 529 | 1993 | Capricho                      | María del Carmen Peña                     | Claudio Reyes Rubio                 | [ 35 ]  |
| 530 | 1993 | Clarisa                       | Manuel Obón                               | Juan Osorio Ortiz                   | [ 36 ]  |
| 531 | 1993 | Corazón salvaje               | Caridad Bravo Adams                       | José Rendón                         | [ 37 ]  |
| 532 | 1993 | Dos mujeres, un camino        | Emilio Larrosa                            | Alfredo Gurrola                     | [ 38 ]  |
| 533 | 1993 | Entre la vida y la muerte     | Angelli Nesma Medina                      | Miguel Córcega                      | [ 39 ]  |
| 534 | 1993 | La ultima esperanza           | Abel Santacruz                            | Eugenio Cobo                        | [ 40 ]  |
| 535 | 1993 | Los parientes pobres          | Liliana Abud                              | Miguel Córcega                      | [ 41 ]  |
| 536 | 1993 | Más allá del puente           | René Muñoz                                | Miguel Córcega                      | [ 42 ]  |
| 537 | 1993 | Sueño de amor                 | Inés Rodena                               | José Rendón                         | [ 43 ]  |
| 538 | 1993 | Valentina                     | Inés Rodena                               | Sergio Jiménez                      | [ 44 ]  |
| 539 | 1994 | Agujetas de color de rosa     | Susan Crowley                             | Otto Sirgo                          | [ 45 ]  |
| 540 | 1994 | Caminos cruzados              | Herval Rossano                            | Valentín Pimstein                   | [ 46 ]  |
| 541 | 1994 | El amor tiene cara de mujer   | Nené Cascallar                            | Juan José Divo                      | [ 47 ]  |
| 542 | 1994 | El vuelo del águila           | Enrique Krauze                            | Jorge Fons                          | [ 48 ]  |
| 543 | 1994 | Imperio de cristal            | Rebecca Jones                             | Claudio Reyes Rubio                 | [ 49 ]  |
| 544 | 1994 | Marimar                       | Inés Rodena                               | Beatriz Sheridan                    | [ 50 ]  |
| 545 | 1994 | Prisionera de amor            | Luis Vélez                                | Pedro Damián                        | [ 51 ]  |
| 546 | 1994 | Volver a empezar              | Emilio Larrosa                            | Verónica Suárez                     | [ 52 ]  |
| 547 | 1995 | Acapulco, cuerpo y alma       | María Zarattini                           | Aurora Molina                       | [ 53 ]  |
| 548 | 1995 | Alondra                       | Yolanda Vargas Dulché                     | Miguel Córcega                      | [ 54 ]  |
| 549 | 1995 | Bajo un mismo rostro          | Jorge Lozano Soriano                      | Humberto Zurita                     | [ 55 ]  |
| 550 | 1995 | Lazos de amor                 | Jorge Lozano Soriano                      | Miguel Córcega                      | [ 56 ]  |
| 551 | 1995 | La dueña                      | Inés Rodena                               | Roberto Gómez Fernández             | [ 57 ]  |
| 552 | 1995 | La Paloma                     | Lupita Lara                               | Luis Vélez                          | [ 58 ]  |
| 553 | 1995 | María José                    | Inés Rodena                               | Juan Osorio Ortiz                   | [ 59 ]  |
| 554 | 1995 | Morelia                       | Delia Fiallo                              | José Enrique Crousillat             | [ 60 ]  |
| 555 | 1995 | Pobre niña rica               | Carmen Daniels                            | Enrique Segoviano                   | [ 61 ]  |
| 556 | 1995 | Retrato de familia            | Lucy Orozco                               | Francisco Franco                    | [ 62 ]  |
| 557 | 1995 | María la del Barrio           | Inés Rodena                               | Beatriz Sheridan                    | [ 63 ]  |
| 558 | 1995 | Si Dios me quita la vida      | Jorge Fons                                | Pedro Damián                        | [ 64 ]  |
| 559 | 1995 | El premio mayor               | Emilio Larrosa                            | Carlos Miguel                       | [ 65 ]  |
| 560 | 1996 | Marisol                       | Inés Rodena                               | Julián Pastor                       | [ 66 ]  |
| 561 | 1996 | Luz Clarita                   | Abel Santacruz                            | Pedro Damián                        | [ 67 ]  |
| 562 | 1996 | Mi querida Isabel             | Marissa Garrido                           | Angelli Nesma Medina                | [ 68 ]  |
| 563 | 1996 | Sentimientos ajenos           | Arturo Moya Grau                          | Aurora Molina                       | [ 69 ]  |
| 564 | 1996 | Cañaveral de pasiones         | Caridad Bravo Adams                       | Claudio Reyes Rubio                 | [ 70 ]  |
| 565 | 1996 | La antorcha encendida         | Fausto Zerón Medina                       | Gonzalo Martínez Ortega             | [ 71 ]  |
| 566 | 1996 | Azul                          | Pinkye Morris                             | Roberto Gómez Fernández             | [ 72 ]  |
| 567 | 1996 | Morir dos veces               | José Rendón                               | Alberto Cortés                      | [ 73 ]  |
| 568 | 1996 | Confidente de secundaria      | Luis de Llano Macedo                      | Otto Sirgo                          | [ 74 ]  |
| 569 | 1996 | Para toda la vida             | Karina Duprez                             | Lucero Suárez                       | [ 75 ]  |
| 570 | 1996 | Canción de amor               | Oswaldo Dragun                            | Luis de Llano Macedo                | [ 76 ]  |
| 571 | 1996 | La sombra del otro            | Benjamín Cann                             | Julissa                             | [ 77 ]  |
| 572 | 1996 | Bendita mentira               | Inés Rodena                               | Lorenzo de Rodas                    | [ 78 ]  |
| 573 | 1996 | La culpa                      | Pinkye Morris                             | Manuel Ibáñez                       | [ 79 ]  |
| 574 | 1996 | Tú y yo                       | Maribel Guardia                           | Emilio Larrosa                      | [ 80 ]  |
| 575 | 1996 | Te sigo amando                | Delia Fiallo                              | Miguel Córcega                      | [ 81 ]  |
| 576 | 1997 | Alguna vez tendramos alas     | Alberto Migré                             | Roberto Gómez Fernández             | [ 82 ]  |
| 577 | 1997 | Amada enemiga                 | Inés Rodena                               | Carlos Sotomayor                    | [ 83 ]  |
| 578 | 1997 | Desencuentro                  | Caridad Bravo Adams                       | Claudio Reyes Rubio                 | [ 84 ]  |
| 579 | 1997 | Pueblo chico, infierno grande | Javier Ruán                               | Benjamín Cann                       | [ 85 ]  |
| 580 | 1997 | María Isabel                  | Yolanda Vargas Dulché                     | Miguel Córcega                      | [ 86 ]  |
| 581 | 1997 | No tengo madre                | Eugenio Derbez                            | Carlos Sotomayor                    | [ 87 ]  |
| 582 | 1997 | Esmeralda                     | Delia Fiallo                              | Beatriz Sheridan                    | [ 88 ]  |
| 583 | 1997 | El secreto de Alejandra       | Lila Yolanda Andrade                      | Jorge Lozano Soriano                | [ 89 ]  |
| 584 | 1997 | Los hijos de nadie            | Alpha Acosta                              | Pedro Damián                        | [ 90 ]  |
| 585 | 1997 | La jaula de oro               | María Zarattini                           | José Rendón                         | [ 91 ]  |
| 586 | 1997 | Gente Bien                    | Lucy Orozco                               | Francisco Franco                    | [ 92 ]  |
| 587 | 1997 | Sin ti                        | Inés Rodena                               | Luis Eduardo Reyes                  | [ 93 ]  |
| 588 | 1997 | Salud, dinero y amor          | Alejandro Pohlenz                         | Emilio Larrosa                      | [ 94 ]  |
| 589 | 1997 | Huracán                       | Jaime García Estrada                      | Salvador Sánchez                    | [ 95 ]  |
| 590 | 1997 | El alma no tiene color        | Cris Morena                               | Otto Sirgo                          | [ 96 ]  |
| 591 | 1997 | Mi pequeña traviesa           | Lucero Lander                             | Pedro Damián                        | [ 97 ]  |
| 592 | 1998 | Soñadoras                     | Alejandro Pohlenz                         | Emilio Larrosa                      | [ 98 ]  |
| 593 | 1998 | Gotita de amor                | Raymundo López                            | Karina Duprez                       | [ 99 ]  |
| 594 | 1998 | El privilegio de amar         | Delia Fiallo                              | Miguel Córcega                      | [ 100 ] |
| 595 | 1998 | Preciosa                      | Olga Ruilopez                             | Pedro Damián                        | [ 101 ] |
| 596 | 1998 | Rencor apasionado             | Marcia del Río                            | Lucero Suárez                       | [ 102 ] |
| 597 | 1998 | La mentira                    | Caridad Bravo Adams                       | Carlos Sotomayor                    | [ 103 ] |
| 598 | 1998 | Ángela                        | Cuauhtémoc Blanco                         | Roberto Gómez Fernández             | [ 104 ] |
| 599 | 1998 | Una luz en el camino          | Mapat de Zatarain                         | Benjamín Cann                       | [ 105 ] |
| 600 | 1998 | La usurpadora                 | Inés Rodena                               | Beatriz Sheridan                    | [ 106 ] |
| 601 | 1998 | Camila                        | Inés Rodena                               | Angelli Nesma Medina                | [ 107 ] |
| 602 | 1998 | Vivo por Elena                | Marcia del Río                            | Juan Osorio                         | [ 108 ] |
| 603 | 1998 | El diario de Daniela          | Martín Pérez Islas                        | Rosy Ocampo                         | [ 109 ] |
| 604 | 1999 | Laberintos de Pasión          | Cuauhtémoc Blanco                         | Claudio Reyes Rubio                 | [ 110 ] |
| 605 | 1999 | Mujeres engañadas             | Alejandro Pohlenz                         | Sergio Jiménez                      | [ 111 ] |
| 606 | 1999 | Infierno en el paraíso        | Nora Alemán                               | Beatriz Sheridan                    | [ 112 ] |
| 607 | 1999 | El niño que vino del mar      | Georgina Tinoco                           | Mapat de Zatarain                   | [ 113 ] |
| 608 | 1999 | Tres mujeres                  | Martha Carrillo                           | Raúl Araiza                         | [ 114 ] |
| 609 | 1999 | Rosalinda                     | Delia Fiallo                              | Beatriz Sheridan                    | [ 115 ] |
| 610 | 1999 | Alma rebelde                  | Hilda Morales de Allous                   | Karina Duprez                       | [ 116 ] |
| 611 | 1999 | DKDA: Sueños de juventud      | Susan Crowley                             | Benjamín Cann                       | [ 117 ] |
| 612 | 1999 | Por tu amor                   | Caridad Bravo Adams                       | Angelli Nesma Medina                | [ 118 ] |
| 613 | 1999 | Amor gitano                   | Olga Ruilopez                             | Luis Pardo                          | [ 119 ] |
| 614 | 1999 | Serafín                       | Salvador Sánchez                          | José Alberto Castro                 | [ 120 ] |
| 615 | 1999 | Nunca te olvidaré             | Caridad Bravo Adams                       | Sergio Jiménez                      | [ 121 ] |
| 616 | 1999 | Cuento de Navidad             | Charles Dickens                           | Eugenio Cobo                        | [ 122 ] |